# Schloss Neunburg vorm Wald

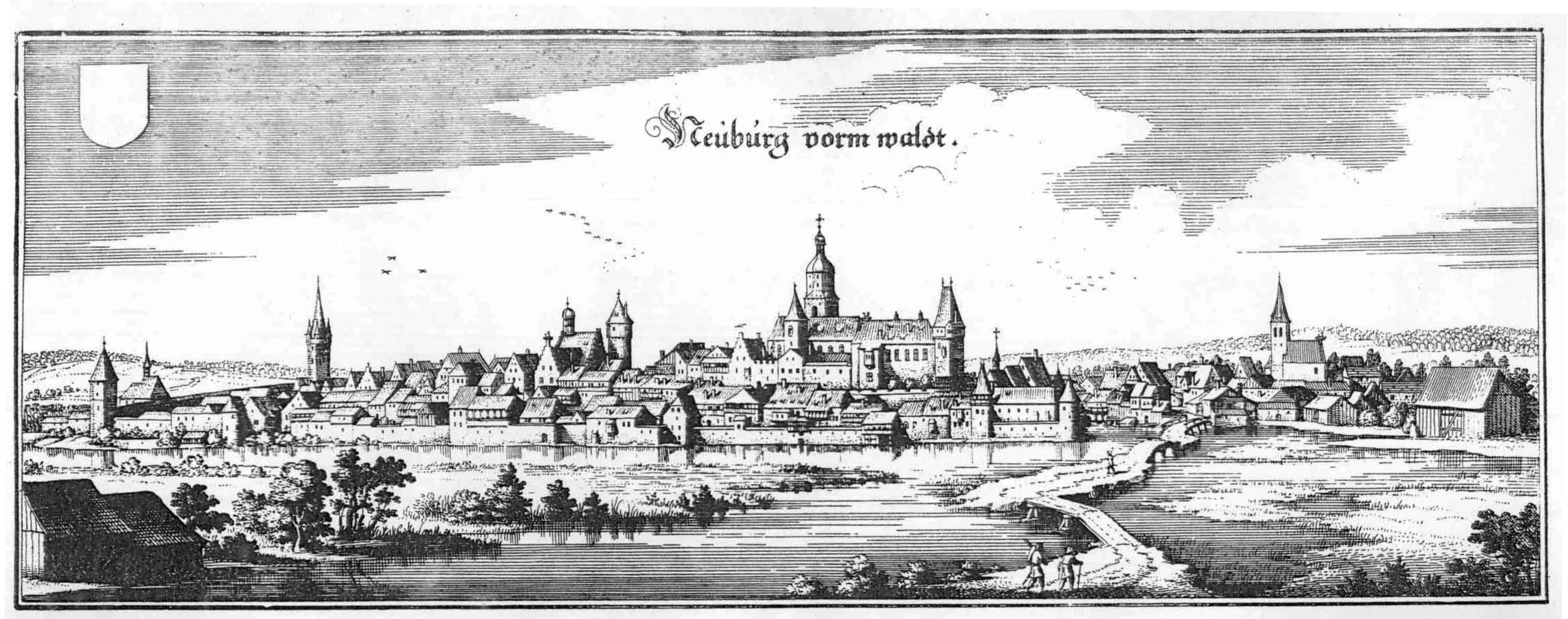
Ansicht von Neunburg nach einem Stich von Matthäus Merian von 1665

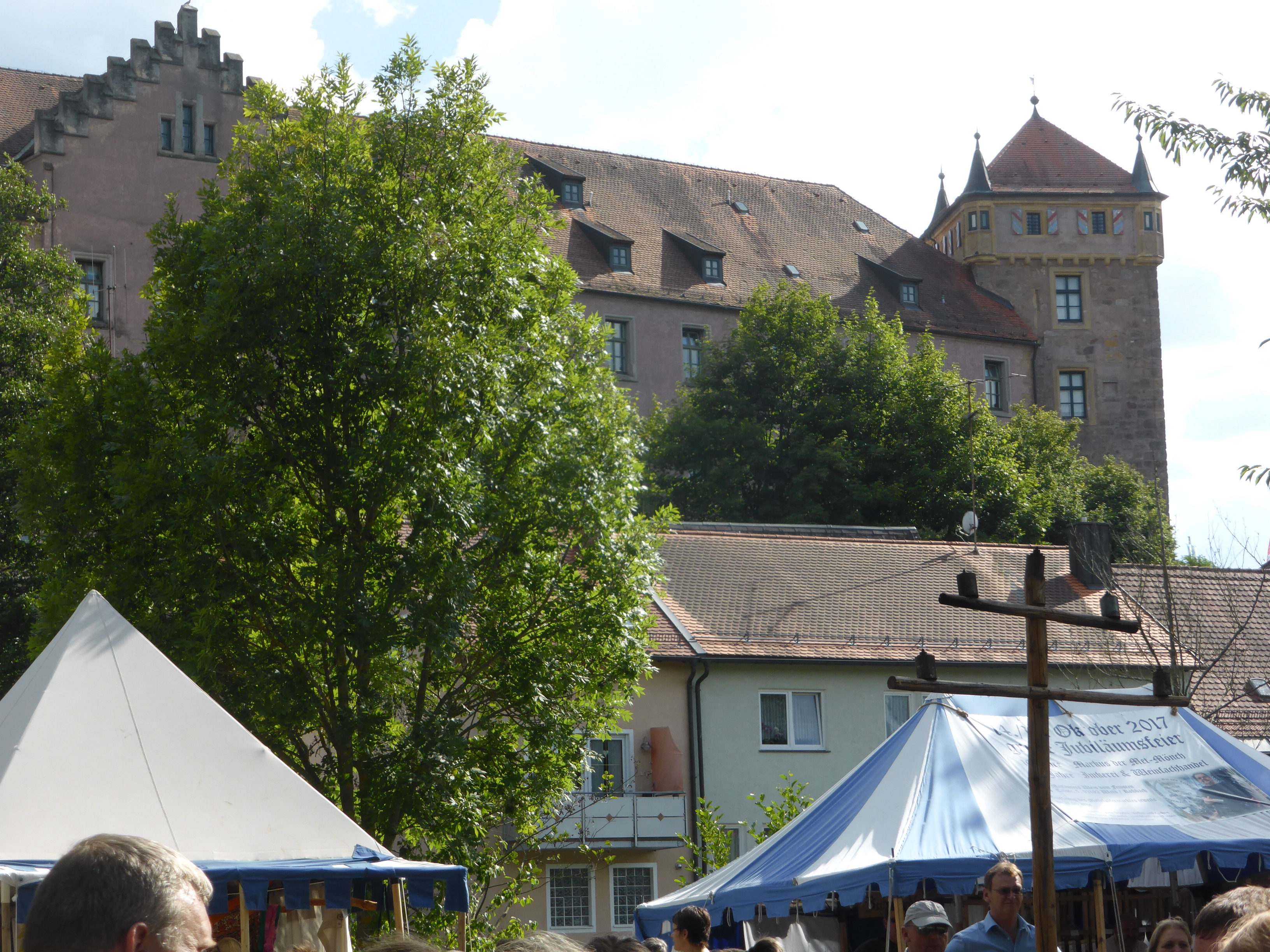
Altes Schloss (Neunburg vorm Wald)

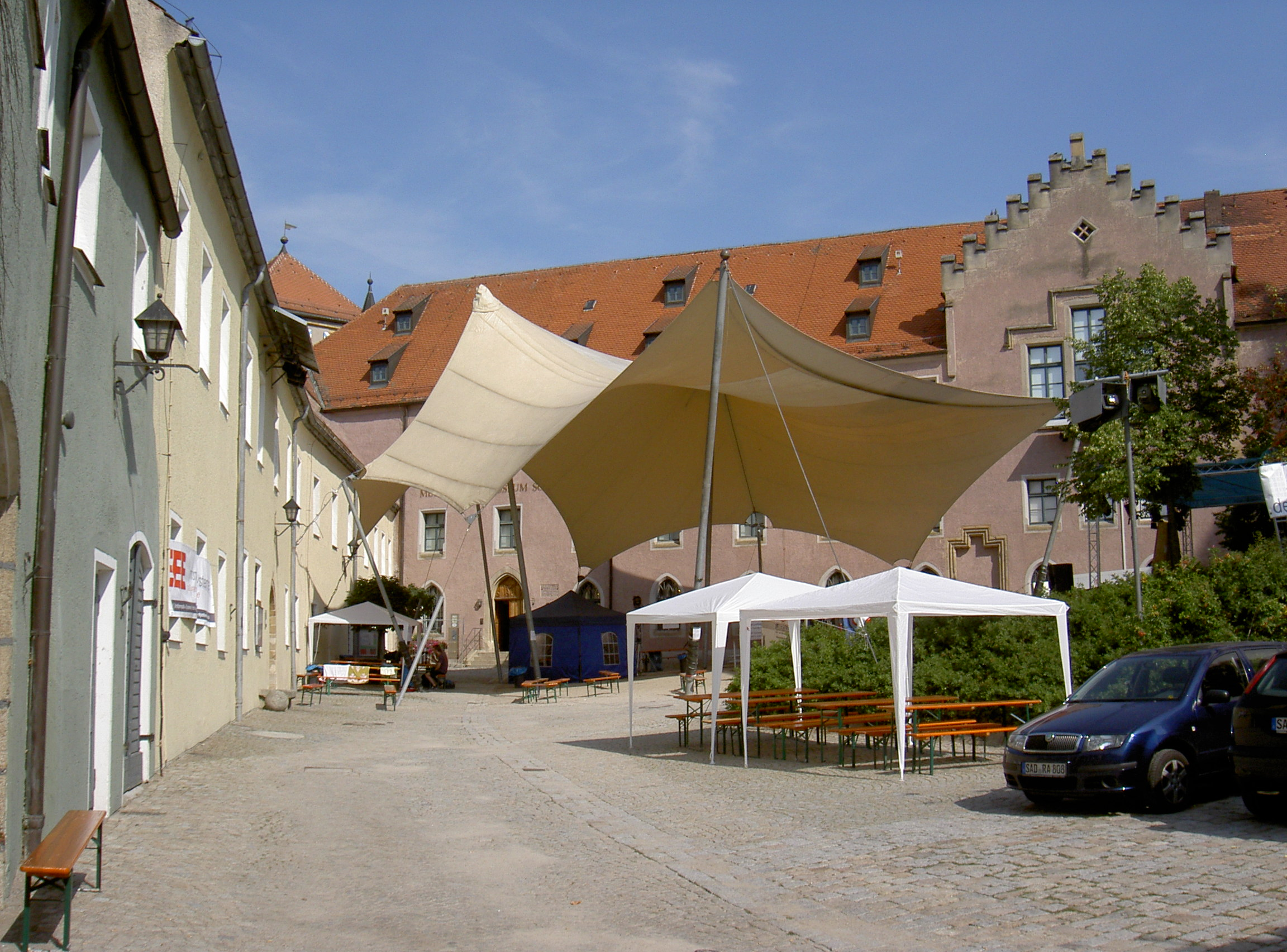
Schloss Neunburg vorm Wald

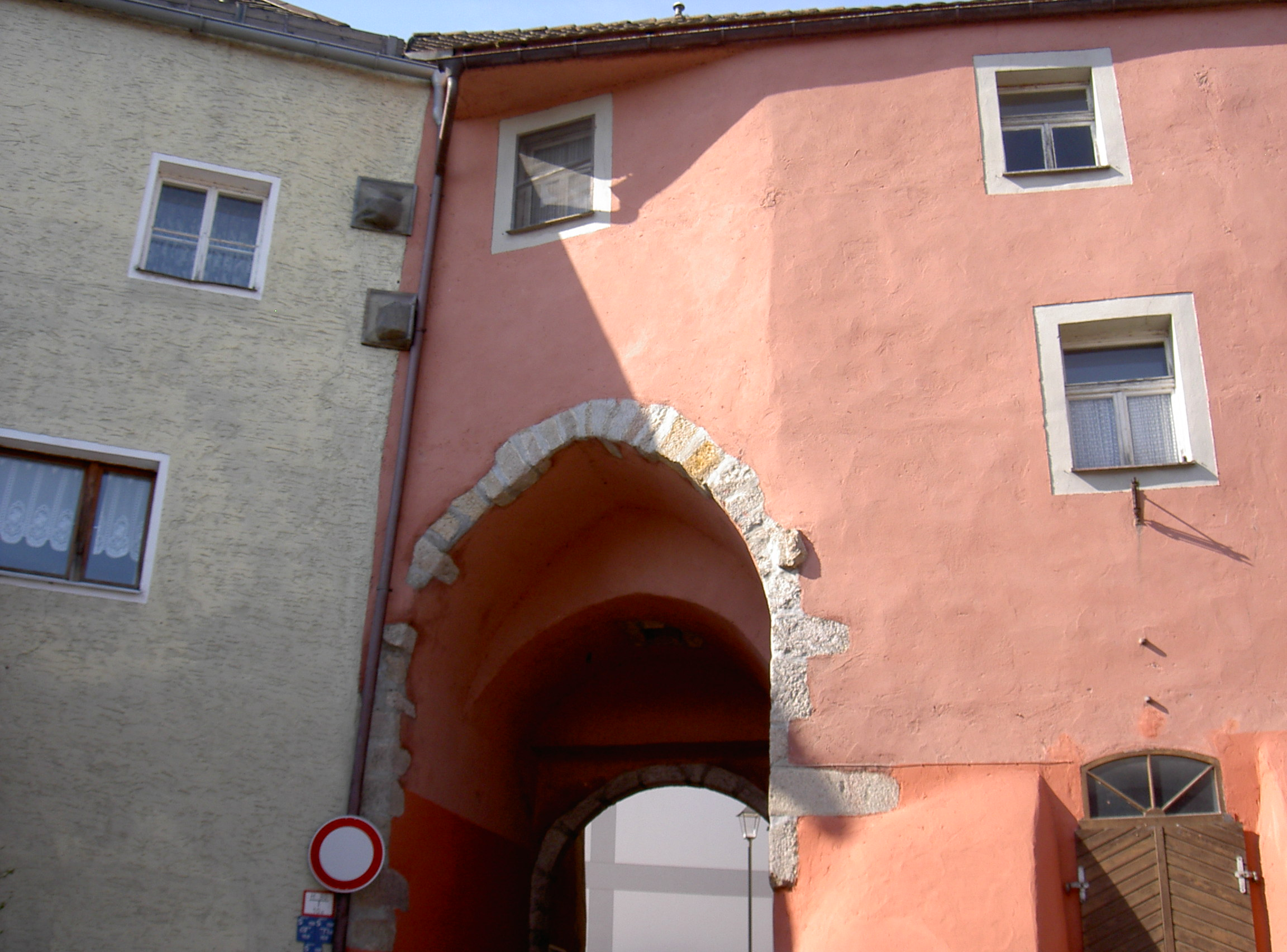
Burgtor zum Schloss Neunburg vorm Wald

Das Schloss Neunburg vorm Wald (auch als Altes Schloss, Dürnitz bzw. im Volksmund auch als Gürnitz bezeichnet) liegt in der oberpfälzischen Stadt Neunburg vorm Wald im Landkreis Schwandorf. Es ist unter der Aktennummer D-3-76-147-75 als Baudenkmal verzeichnet. „Archäologische Befunde der mittelalterlichen Burg und des frühneuzeitlichen Schlosses von Neunburg vorm Wald“ werden zudem als Bodendenkmal unter der Aktennummer D-3-6640-0057 geführt.

## Lage
Burg und Stadt Neunburg liegen auf einer Granitzunge, die sich in ost-westlicher Richtung bis an die Schwarzach erstreckt. Der Ort liegt auf einer dreieckigen Hochfläche. An der Südseite fließt der Rötzerbach, der früher unmittelbar unterhalb der Dreiecksspitze in die Schwarzach mündete. Seit der Umlegung der Schwarzach mündet der Rötzerbach auf Höhe des "Kalvarienbergs" in die Schwarzach. Die Bergzunge erreicht eine Höhe von 380 m über dem Meeresspiegel und liegt etwa 20 m höher als die beiden Flüsse. Die Lage war sehr gut für die Errichtung einer Befestigungsanlage geeignet, da man nur einen Halsgraben auf der Ostseite anlegen musste, um sich gegen einen Angriff von dieser Seite abzusichern.
Die alte Burg bzw. das alte Schloss lag an der Spitze des geschilderten Dreiecks. Die älteste Bebauung wird im Bereich des heutigen Pfarrhofes und der Stadtpfarrkirche vermutet; der heutige Kirchturm ist früher wahrscheinlich der Bergfried der Burg gewesen. Im Laufe der Zeit wurden weitere Teile östlich des Burggrabens in die Befestigung einbezogen. Hier wurde dann ein neuer Halsgraben errichtet und mit Mauern abgesichert; der frühere Burggraben wurde so zu einem Abschnittsgraben. Die Anfang des 14. Jahrhunderts begonnene Burg- und Stadtbefestigung wurde im 15. Jahrhundert vollendet. Bereits der Hussiteneinfall von 1418 soll an den Mauern der Stadt gescheitert sein. Herzog Johann der Neunburger soll die Befestigungsanlagen verstärkt haben. Die Befestigung besteht aus einer Ringmauer mit einem vorgelegten Zwinger und Mauertürmen. An der Südseite lag davor ein breiter Weihergraben, ebenso vor dem östlichen Halsgraben.

## Geschichte
Neunburg wird als Burgort erstmals in einer Urkunde Kaisers Heinrich II. von 1017 erwähnt, der diese Gegend an das Bistum Bamberg übertrug und zur Lokalisierung dieser Schenkung die Ortsbezeichnung Niwnburg verwendete. 1129 bezeugte Pertold de Niwenbruch eine Besitzübergabe zwischen dem Regensburger und den Bamburger Bischof. Dieser ist wegen seiner Bezeichnung den primates zuzurechnen und nicht den Ministerialen. Kurz darauf übertrug Markgraf Diepold das Gut Denchelingen (= Denglarn), das bisher sein Vasall nobilis vir Pilgrimus de Nuwenburch besessen hat, vermutlich auf dessen eigenen Wunsch an das Kloster Reichenbach; allerdings haben dieser Übertragung seine Familie widersprochen und so kam diese nicht zustande. Pertholdus de Nuwenburch, Bruder des genannten Pilgrimus, erscheint 1129 als Zeuge in einer Urkunde. 1133 nennt eine Urkunde Erchenbertus und Werinhardus de Nuwenburch als diepoldische Ministeriale. Ein dominus bzw. als liber homo bezeichneter Berchtoldus de Nuenburc wird in einer Schenkungsurkunde des Bamberger Bischofs Eberhardus II. vom 12. Februar 1150 genannt. Dabei bestätigt der Bischof, dass der dominus Berchtoldus de Swarzenburc seine Güter Doberseze und Lese wegen seiner bevorstehenden Kreuzfahrt nach Jerusalem dem Bertholdus de Nuenburc übertragen hat und dieser diese Güter in seinem Todesfall an das Kloster Michelsberg nach Bamberg übertragen soll. Der Ministeriale Werinhart de Nuwenburch bezeugt um 1140 eine Schenkungsurkunde des Lukardis de Mura zugunsten des Klosters Reichenbach. Um 1160 ist Meginhardus der Maister de Wewenburch et de Wartsperch unter den nobilis Homines einer Urkunde des Engilscaldus nobilis homo de Wasin verzeichnet, die von Chunradus Dux de Dachouwe angeführt wird. Daraus wird geschlossen, dass der genannte Meginhardus ein Vasall des Konrad II., Graf von Dachau, gewesen sei. 1179 übergibt ein Sigefridus de Niwnburg seinen homo Ortolfus de Pisingen (= Pösing) als Zensualen an das Kloster St. Emmeram.
In der ersten Hälfte des 12. Jahrhunderts gehört die Burg zum Herrschaftsbereich der Gräfin Adelheid von Warberg, diese Adelheid war die Tochter von Heinrich von Limburg, und die Enkelin des Bodo von Pottenstein. Nach deren Tod († um 1144) stellte Graf Gebhard III. von Sulzbach  Erbschaftansprüche auf die Hinterlassenschaften der Gräfin. Die Tochter des Gerhard, Elisabeth von Sulzbach, brachte Neunburg 1159 ihrem Gemahl Graf Rapoto I. von Ortenburg zu. Diese Familien ließen Neunburg durch Burghüter verwalten, die sich nach Neunburg nannten. Als ein solcher tritt 1218 ein Konrad Popst von Neuenburg bei einem Gütertausch auf. Anna von Ortenburg war mit Friedrich VI. von Truhendingen verehelicht und dieser verkaufte 1261 Neunburg an den wittelsbacher Herzog Ludwig II. Zu diesem Zeitpunkt wird Neunburg bereits als oppidum bezeichnet. Im Herzogsurbar von 1285 ist Niwenburch neben Warperch als Amtssitz eingetragen.
Am 13. November 1323 befreit Kaiser Ludwig der Bayer die Stadt für die Dauer von acht Jahren von allen Steuern, damit diese eine Stadtmauer errichten kann. Damals wird Neunburg als civitas bezeichnet, was eindeutig den Aufstieg des Ortes zu einer Stadt belegt. Im Hausvertrag von Pavia von 1329 fällt Neunburg ebenso wie Schwarzeneck an die Neffen von König Ludwig, Rudolf und Ruprecht. Unter Ruprecht II. wurde Neunburg vorm Wald 1354 eine Residenzstadt der pfälzischen Wittelsbacher.

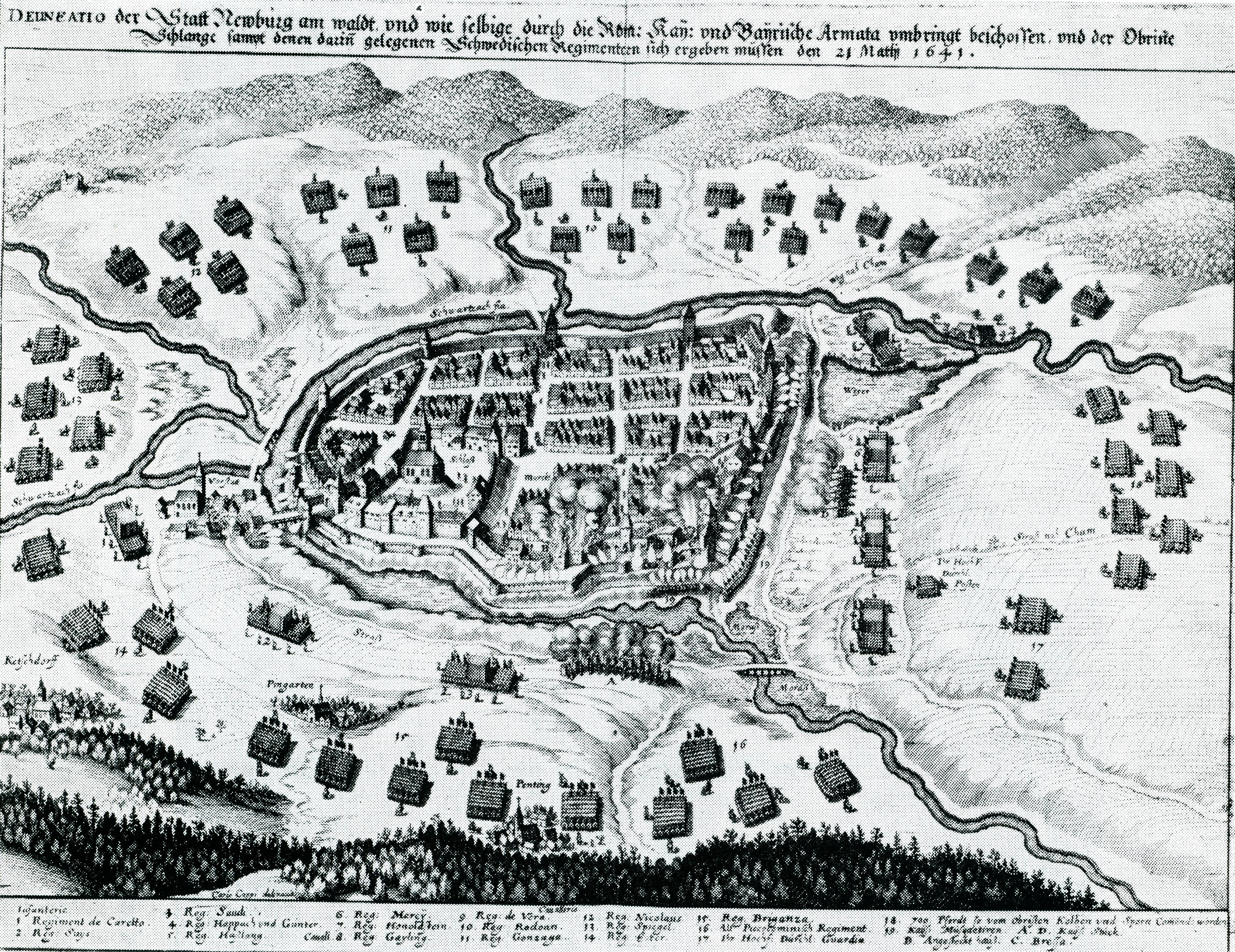
Belagerung von Neunburg vorm Wald durch kaiserliche und kurbayerische Soldaten

Im Dreißigjährigen Krieg wurde Neunburg 1634 von den Schweden eingenommen. Die Besatzer ließen die Mauer ausbessern und 1636 das Obere Tor erneuern. 1641 wurde die zu diesem Zeitpunkt wieder von den Schweden besetzte Stadt durch kaiserliche und kurbayrische Truppen unter Ottavio Piccolomini und Franz von Mercy belagert und im Sturm eingenommen, dabei geriet der schwedische Obrist Erik Slang mit 2000 Mann in Gefangenschaft. Slang hatte schwedische Garnisonen evakuieren wollen, um sich der Hauptarmee unter Johan Banér bei ihrem Rückzug von einem fehlgeschlagenen Angriff auf den Reichstag in Regensburg anzuschließen. Der Vortrab der Bayern unter Kaspar von Mercy hatte Slang jedoch angegriffen und in Neunburg eingeschlossen.

## Architektur
Das von der Bergstraße herführende Burgtor ist ein halbkreisförmiger, überbauter Torbogen in einem in den Granitfelsen gehauenen Einschnitt. Außen sind noch zwei Kragsteine für das Fallgitter vorhanden. An der Spitze des Burgberges steht das Alte Schloss von Neunburg oder der Dürnitzstock, in dem zeitweise das Königliche Amtsgericht untergebracht war. Die Dürnitz stammt aus der ersten Hälfte des 15. Jahrhunderts, ihr Name kommt von dem großen Saal im ersten Stock her, der als Speisesaal, aber auch als Raum für Beratungen gedacht war. Als die Hofhaltung zu Neunburg verloren ging, wurde die Dürnitz für andere Zwecke verwendet (z. B. als Amtskasten oder 1749 als Amtsstadel). 1857 wurde die Dürnitz nach Plänen von Voit für das Bezirksgericht vollständig umgebaut. Ein damals noch vorhandener Erker außen an der Nordseite wurde später abgebrochen.